# Білін
Білін — званий також Біліхром (лат. biochrome), будь-який біологічний пігмент, що належать до серії жовтих, зелених, червоних, коричневих або блакитних пігментів, які утворюються як продукт метаболізму деяких порфіринів.

## Біліни в живих організмах
Білін був названий, як жовчний пігмент ссавців, але його також можна виявити у нижчих хребетних, безхребетних, а також у червоних водоростях, зелених рослинах та ціанобактеріях. Біліни пігменти що не тільки надають різні кольори певних частин тварин або продуктів їх життєдіяльності, але також необхідні в ряді фотоперіодичних процесів у зелених рослин і як допоміжні пігменти в процесі фотосинтезу червоних водоростей. Як допоміжні пігменти, біліни поглинають фотони з довжиною хвиль, що не поглинаються пігментами хлорофілу. [Архівовано 2 лютого 2017 у Wayback Machine.] Прикладом біліну безхребетних може слугувати мікроматабілін, що надає зелений колір павуку Micrommata virescens

## Хімічна формула
Біліни це лінійна структура з чотирьох пірольних кілець (тетрапіролів).

## Білін та людина
У людському метаболізмі білін представлений білірубіном — продуктом руйнування гема.